# Lekkoatletyka na Letnich Igrzyskach Olimpijskich 1912 – pchnięcie kulą oburącz mężczyzn
Pchnięcie kulą oburącz mężczyzn był jedną z konkurencji lekkoatletycznych rozgrywanych podczas V Igrzysk Olimpijskich w Sztokholmie. Zawody zostały rozegrane 11 lipca na Stadionie Olimpijskim.
Był to jedyny raz, kiedy to ta konkurencja była rozgrywana na igrzyskach olimpijskich. Rzadko rozgrywano ją na głównych imprezach sportowych, lecz rekord świata  - odległość 28 metrów - został ustalony przez Ralpha Rose'a w Oakland na miesiąc przed igrzyskami. 
W zawodach wzięło udział siedmiu zawodników z czterech reprezentacji. Do finału awansowało pierwszych trzech. W eliminacjach i finale wykonywano po trzy pchnięcia każdą ręką, a najlepsze wynik z trzech prób dla każdej ręki sumowano. Złoto zdobył Amerykanin Ralph Rose.

## Wyniki
| Miejsce | Zawodnik          | Eliminacje | Eliminacje | Eliminacje | Eliminacje | Eliminacje | Finał | Finał | Finał | Najlepsza odległość |  |
| Miejsce | Zawodnik          | 1          | 2          | 3          | Razem      | Miejsce    | 4     | 5     | 6     | Najlepsza odległość |  |
| ------- | ----------------- | ---------- | ---------- | ---------- | ---------- | ---------- | ----- | ----- | ----- | ------------------- |  |
| 1       | Ralph Rose        | 15.11      | —          | 15.23      | 26.50      | 2          | 14.78 | —     | 15.10 | 27.70               |  |
| 1       | Ralph Rose        | 11.04      | 11.19      | 11.27      | 26.50      | 2          | 11.34 | 11.65 | 12.47 | 27.70               |  |
| 2       | Patrick McDonald  | 14.24      | —          | —          | 25.09      | 3          | 15.08 | —     | —     | 27.53               |  |
| 2       | Patrick McDonald  | 11.37      | 11.74      | 11.85      | 25.09      | 3          | 11.79 | 12.29 | 12.45 | 27.53               |  |
| 3       | Elmer Niklander   | 14.24      | —          | —          | 26.67      | 1          | 13.55 | —     | 14.71 | 27.14               |  |
| 3       | Elmer Niklander   | 11.84      | —          | 12.43      | 26.67      | 1          | 12.42 | —     | —     | 27.14               |  |
|         |                   |            |            |            |            |            |       |       |       |                     |  |
| 4       | Lawrence Whitney  | 13.48      | —          | —          | 24.09      | 4          |       |       |       | 24.09               |  |
| 4       | Lawrence Whitney  | 10.61      | —          | —          | 24.09      | 4          |       |       |       | 24.09               |  |
| 5       | Einar Nilsson     | 12.52      | —          | —          | 23.37      | 5          | 23.37 |       |       |                     |  |
| 5       | Einar Nilsson     | 10.05      | 10.85      | —          | 23.37      | 5          | 23.37 |       |       |                     |  |
| 6       | Paavo Aho         | 12.54      | 12.72      | —          | 23.30      | 6          | 23.30 |       |       |                     |  |
| 6       | Paavo Aho         | 10.25      | 10.29      | 10.58      | 23.30      | 6          | 23.30 |       |       |                     |  |
| 7       | Mıgırdiç Mıgıryan | —          | 10.85      | —          | 19.78      | 7          | 19.78 |       |       |                     |  |
| 7       | Mıgırdiç Mıgıryan | 8.93       | —          | —          | 19.78      | 7          | 19.78 |       |       |                     |  |